# 5852 Nanette
5852 Nanette (1991 HO) là một tiểu hành tinh vành đai chính được phát hiện ngày 19 tháng 4 năm 1991 bởi C. S. Shoemaker ở Palomar.